# Vyšné Hutianské sedlo

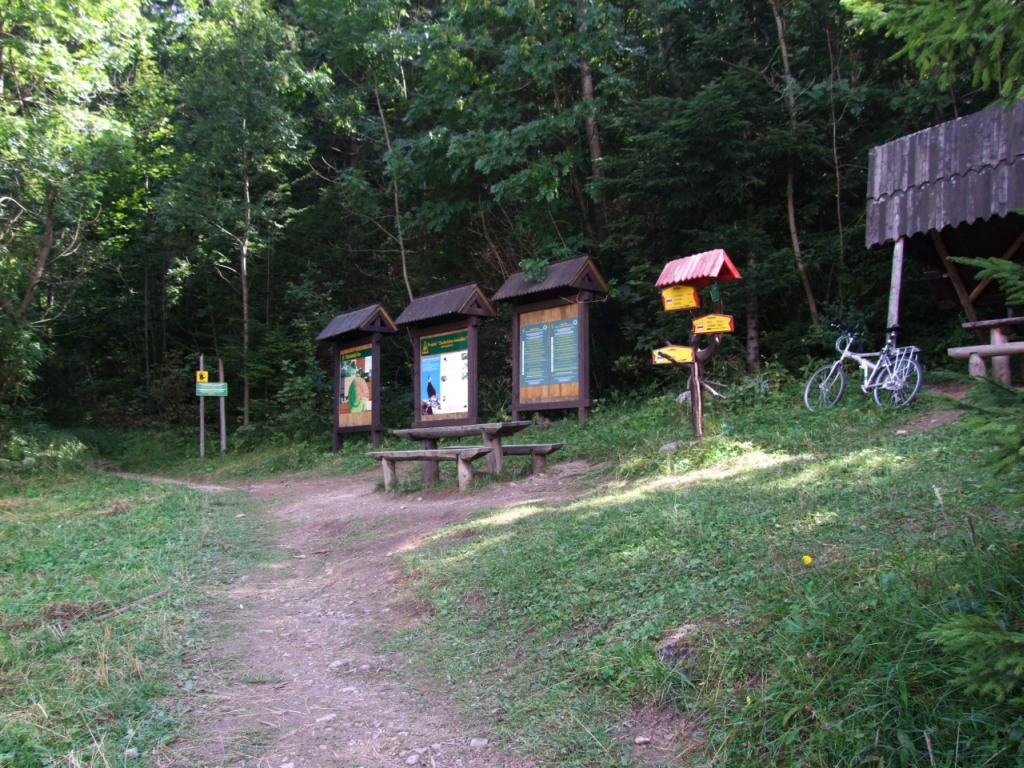
Vyšné Hutianské sedlo

Vyšné Hutianské sedlo (též Sedlo pod Bielou skalou, polsky Wyżnia Huciańska Przełęcz, 950 m n. m.) je sedlo v Západních Tatrách na Slovensku. Je to široké mělké sedlo oddělující Javorinu (1277 m n. m.) na jihovýchodě a Beskyd (950 m n. m.) na severozápadě. Sedlem prochází silnice č. II/584 v úseku mezi Liptovským Mikulášem a Zubercem. Sedlo i hřbet, ve kterém se nachází, oddělují regiony Liptov a Orava. Sedlo je populárním výchozím bodem, odkud turisté podnikají túry na Sivý vrch. V sedle se nachází autobusová zastávka, hájovna, přístřešek, stoly s lavičkami a informační tabule. Kousek na jih od sedla se nachází parkoviště.

## Přístup
- po červené  turistické značce z obce Huty
- po zelené  turistické značce z obce Zuberec